# Cryptanthus caulescens
Cryptanthus caulescens är en gräsväxtart som beskrevs av Ivón Mercedes Ramírez Morillo. Cryptanthus caulescens ingår i släktet Cryptanthus, och familjen Bromeliaceae. Inga underarter finns listade i Catalogue of Life.